# Abuz psihologic
Abuzul psihologic sau abuzul emoțional este o formă de abuz caracterizată prin supunerea sau expunerea unei alte persoane la un comportament care poate duce la traume psihologice, inclusiv anxietate, depresie cronică sau tulburare de stres post-traumatic. Este o formă de violență directă mai puțin evidentă, însă nu mai puțin traumatizantă pentru victimă și include acțiuni de intimidare, amenințare, constrângere.
Abuzul psihologic este deseori asociat cu situații de dezechilibru de putere în relațiile abuzive și se poate manifesta prin bullying, gaslighting și abuz la locul de muncă. De asemenea, poate fi săvârșit de persoane care comit torturi, alte violențe, abuzuri acute sau prelungite ale drepturilor omului, în special fără reparații legale, cum ar fi detenția fără proces, acuzațiile false, condamnările false și defăimările extreme, precum cele săvârșite de stat și mass-media.

## Definiție
Psihologii și cercetătorii au conceput definiții diferite ale abuzului psihologic. Conform cercetărilor actuale, termenii „abuz psihologic” și „abuz emoțional” pot fi folosiți interschimbabil, cu excepția cazului în care sunt asociați cu violența psihologică. Abuzul emoțional reprezintă orice tip de abuz care este mai degrabă de natură emoțională decât fizică. Poate include orice, de la abuz verbal și critică constantă până la tactici mai subtile, cum ar fi intimidarea, manipularea și refuzul de a fi vreodată mulțumit. Acest abuz are loc atunci când cineva folosește cuvinte sau acțiuni pentru a controla o altă persoană, pentru a-i induce o stare de teamă permanentă, pentru a ține pe cineva izolat de restul lumii sau pentru a încerca să distrugă stima de sine a cuiva.
Abuzul emoțional poate lua mai multe forme. Trei modele generale de comportament abuziv cuprind agresarea, negarea și minimizarea. Sustragerea este o altă formă de negare, ce se referă la refuzul de a asculta, refuzul de a comunica și retragerea emoțională ca pedeapsă. Pentru abuzul emoțional este greu de stabilit o definiție strictă, deoarece implicațiile acestuia pot depăși de multe ori abuzul verbal și psihologic. Învinovățirea, jignirea și umilirea sunt câteva comportamente abuzive verbal care pot afecta victima din punct de vedere emoțional. Stima de sine și bunăstarea emoțională a victimei sunt alterate și chiar diminuate de abuzul verbal, rezultând o victimă abuzată emoțional.
Victima poate suferi efecte psihologice severe. Printre acestea, există tactica de spălare a creierului, care se poate încadra și ca abuz psihologic, însă abuzul emoțional constă, în principal, în manipularea emoțiilor victimei. Victima poate simți că emoțiile îi sunt afectate de agresor într-o asemenea măsură încât devine incapabilă să-și mai recunoască propriile sentimente cu privire la problemele pe care abuzatorul încearcă să le controleze. Drept urmare, identitatea de sine și independența victimei sunt luate sistematic, de cele mai multe ori fără ca victima să conștientizeze acest fapt.
Abuzul emoțional constă în a provoca frică victimei prin: intimidare, amenințarea cu auto-vătămare fizică ori a partenerului, copiilor sau rudelor și prietenilor partenerului, rănirea animalelor de companie, distrugerea locuinței, forțarea izolării de familie, prieteni, școală sau serviciu. Comportamentele abuzive mai subtile din punct de vedere emoțional includ insulte, descurajare, comportament arbitrar și imprevizibil și gaslighting (de exemplu, negarea faptului că au avut loc incidente abuzive anterioare). Tehnologia modernă a condus la noi forme de abuz, prin mesaje scrise și agresiune pe internet.
Conform unui articol publicat de Agenția de Sănătate Publică din Canada, abuzul emoțional este „bazat pe putere și control” și este caracterizat prin respingere, degradare, terorizare, izolare, corupere/exploatare și „negarea receptivității emoționale”.
În urma unor studii, s-a concluzionat că un incident izolat de agresiune verbală, comportament dominant sau gelozie nu constituie abuz psihologic. Mai degrabă, abuzul psihologic constă într-un tipar de astfel de comportamente, spre deosebire de maltratarea fizică și sexuală, în care este necesar un singur incident pentru a fi etichetat drept abuz. Autorii Tomison și Tucci notează că abuzul emoțional se caracterizează printr-un „climat sau un tipar de comportament(e) care se manifestă în timp”, iar termenii care definesc abuzul emoțional sunt „constant” și „repetitiv”.

## Prevalență

### Relații intime
În ceea ce privește relațiile domestice violente, există 4 tipuri diferite de abuz psihologic:
- Denigrarea imaginii de sine a partenerului și a autostimei, care se manifestă prin agresiune verbală, un exemplu fiind țipatul la partener, care este considerat profan și derogatoriu.
- Retragerea pasiv-agresivă a sprijinului emoțional se referă la un individ care evită în mod intenționat să ofere sprijin emoțional partenerului său, prin neglijare și abandon emoțional.
- Comportamentul amenințător se manifestă prin amenințări verbale la adresa partenerului, cu fapte precum provocarea de vătămări fizice, amenințări cu divorțul, minciuni și amenințări cu un comportament imprudent care le-ar putea pune siguranța în pericol.
- Restricționarea libertății și teritoriului personal se referă la izolarea de sprijinul social acordat de familie și prieteni. Poate include negarea autonomiei partenerului și lipsa unor limite personale.

S-a raportat că cel puțin 80% dintre femeile care au intrat în sistemul de justiție penală din cauza violenței partenerului au suferit și forme de abuz psihologic din partea acestuia. Această violență este cunoscută și sub numele de abuz domestic.
Abuzul domestic, definit ca maltratare cronică în căsnicie, în familie sau în alte relații intime, poate include un comportament abuziv emoțional. Deși abuzul psihologic nu duce întotdeauna la abuz fizic, abuzul fizic în relațiile domestice este aproape întotdeauna precedat și însoțit de abuz psihologic. Murphy și O'Leary au raportat că agresiunea psihologică este cel mai de încredere predictor al agresiunii fizice ulterioare.
Încercările de a defini și descrie violența și abuzul în relațiile intime hetero-normative pot deveni controversate, deoarece, potrivit studiilor, nu se poate delimita exact dacă bărbații sau femeile sunt instigatorii primari. De exemplu, un studiu din 2005 al lui John Hamel raportează că „bărbații și femeile se abuzează fizic și emoțional reciproc în proporții egale”.

### Copii
Abuzul psihologic asupra unui copil este definit în mod obișnuit ca un tipar comportamental al părinților sau al tutorilor care poate interfera grav cu dezvoltarea cognitivă, emoțională, psihologică sau socială a copilului. Conform DSM-5 (manual statistic și de diagnosticare a tuburărilor mintale), abuzul psihologic asupra copilului constă în acte verbale sau simbolice perpetuate de părinte sau tutore și care pot avea drept rezultat vătămări psihologice semnificative. Exemple în acest sens sunt țipetele, compararea cu ceilalți, blamarea, învinovățirea, manipularea și normalizarea abuzului din cauza statutului de minor.
Unii părinți își pot răni emoțional și psihologic copiii din cauza stresului, a abilităților parentale deficitare, a izolării sociale și lipsei resurselor disponibile ori a așteptărilor necorespunzătoare de la copiii lor. S-a constatat că tații și mamele sunt în aceeași măsură agresivi verbal față de copiii lor.

### Persoane în vârstă
Conform unui studiu realizat în 2000 de către cercetătorii Namkee Choi și James Mayer, privind abuzul față de persoanele în vârstă (care provoacă vătămări sau stres unei persoane în vârstă), s-a constatat că 10,5% dintre participanți au fost victime ale „abuzului emoțional/psihic”, cel mai adesea săvârșit de un fiu sau de o altă rudă a victimei. Un alt studiu arată că majoritatea persoanelor în vârstă abuzate sunt femei (în proporție de 70%), iar principalele forme de abuz sunt abuzul psihologic (59%) și abuzul material/financiar (42%).

### Locul de muncă
Ratele raportate de abuz emoțional la locul de muncă variază, studiile arătând că 10%, 24% și 36% dintre respondenți au semnalat abuz emoțional persistent și substanțial din partea colegilor de serviciu. În urma studiilor, s-a constatat că femeile și bărbații manifestă comportamente abuzive emoțional în proporții similare, dar și că femeile sunt mai predispuse să fie victime ale hărțuirii la locul de muncă, inclusiv prin cuvinte și remarci jignitoare.
Incidența violenței la locul de muncă apare, de regulă, mai des la lucrătorii mai tineri, în special din cauza lipsei de experiență profesională, ceea ce duce la incapacitatea de a identifica sau preveni situațiile potențial abuzive. Un alt factor de risc este nivelul educațional redus.

## Concepții generale
Există mai multe tipuri de prejudecăți și concepții eronate cu privire la abuzul psihologic, care împiedică de multe ori victimele să solicite ajutor. În primul rând, este vorba despre stigmatul social ce va urma recunoașterii unui abuz, de rușinea și blamarea indirectă a victimelor de către societate, în condițiile în care, în multe culturi tradiționale, încă persistă ideea că femeia (deoarece în căsnicie, conform sondajelor, ea este suspusă cel mai des abuzului psihologic) trebuie să suporte și să își accepte soarta. Printre cele mai frecvente prejudecăți sunt: statutul social inferior, lipsa banilor, precum și concepția potrivit căreia acest lucru este specific minorităților; totodată, se consideră abuz doar abuzul fizic ori sexual, care este vizibil și relativ ușor de identificat; abuzul se petrece din vina ambleor părți, care provin din familii destrămate, prin urmare este firesc să perpetueze același comportament abuziv, ceea ce se și întâmplă uneori, însă aceasta nu poate fi o regulă generală.
Profilul victimelor abuzului este deseori eronat, deoarece există prejudecata că victima este timidă, retrasă, fragilă, deci ușor de identificat. Însă nu este o definiție corectă de fiecare dată. Multe victime ale abuzului sunt persoane educate, cu un statut social și financiar bine definit. Cu atât mai mult este greu de conceput că o astfel de persoană independentă și de succes este terorizată emoțional în propriul cămin, de către partener, criticată și monitorizată în mod constant, amenințată și manipulată. 
Mai multe studii au descoperit standarde duble în ceea ce privește modul în care oamenii tind să privească abuzul emoțional comis de bărbați față de abuzul emoțional comis de femei. Atunci când evaluează cazuri de abuz psihologic în căsnicie, psihologii profesioniști tind să evalueze abuzul bărbaților asupra femeilor ca fiind mai grav decât scenariile identice care descriu abuzul feminin asupra bărbaților: „asocierea stereotipă dintre agresiunea fizică și bărbați pare să se extindă la o asociere între abuzul psihologic și bărbați”.:446 În plus, abuzul comis de femei, inclusiv abuzul emoțional și psihologic, cum ar fi comportamentul de control sau umilitor, a fost de regulă considerat mai puțin grav sau dăunător decât abuzul similar comis de bărbați.
Referitor la starea emoțională a abuzatorilor psihologici, psihologii s-au concentrat pe agresivitate ca factor contributiv. Deși este obișnuit ca oamenii să considere bărbații ca fiind cei mai agresivi dintre cele două sexe, cercetătorii au studiat agresiunea feminină pentru a ajuta la înțelegerea tiparelor de abuz psihologic în situații care implică agresori de sex feminin. Conceptul potrivit căruia femeile sunt crescute cu mai puține restricții în ceea ce privește comportamentele agresive este o posibilă explicație pentru femeile care folosesc agresivitatea atunci când sunt abuzive mental. Această reacție poate fi explicată prin atitudinile formate în adolescență cu privire la inacceptabilitatea agresiunii masculine și atitudinile relativ mai puțin negative față de agresivitatea feminină.
Unii cercetători au fost interesați să descopere exact de ce femeile nu sunt de obicei considerate abuzive. Concepția patriarhală predominantă despre violența partenerului intim a condus la o reticență sistematică în a studia femeile care își abuzează fizic și psihologic partenerii de sex masculin. Normele culturale existente atribuie bărbaților un rol dominant și, prin urmare, este mai probabil ca ei să-și abuzeze partenerii de sex feminin. Bărbații care sunt abuzați emoțional sau fizic se confruntă adesea cu o vină atribuită care presupune în mod eronat că bărbatul fie a provocat, fie a meritat maltratarea de către partenerele lor. În mod similar, victimele violenței domestice vor da vina adesea pe propriul comportament, în loc să acuze acțiunile violente ale abuzatorului. Victimele pot încerca continuu să-și modifice comportamentul și circumstanțele pentru a-și mulțumi agresorul. De multe ori, acest lucru duce la o dependență suplimentară a victimei față de agresorul său, deoarece își poate modifica semnificativ anumite aspecte ale vieții care îi limitează resursele. Un studiu din 2002 a concluzionat că abuzatorii emoționali urmăresc frecvent să exercite controlul total asupra diferitelor aspecte ale vieții de familie. Acest comportament este susținut doar atunci când victima abuzului se străduiește să îl mulțumească pe agresor.
Mulți agresori își manipulează victimele și folosesc metode pentru a-i convinge pe alții să se conformeze dorințelor lor, mai degrabă decât să-i forțeze să facă ceva ce nu doresc să facă. Întrucât agresiunea în relațiile abuzive poate fi derulată subtil și mascat prin diverse tactici de manipulare și control, victimele adesea nu percep adevărata natură a relației până când condițiile se înrăutățesc considerabil.

## Indicii ale abuzului psihologic

### În cadrul relațiilor intime
Victimele abuzului psihologic pot accepta cu greu termenul de „abuz” atâta vreme cât nu a existat și o formă de violență fizică. De multe ori, victimele se simt vinovate pentru ceea ce li se întâmplă și consideră îndreptățite reproșurile partenerului, ajungând chiar să creadă în ele și să construiască o realitate alternativă în care sunt vinovate și merită ce li se întâmplă. De aceea, pentru psihologi și terapeuți este fundamental să reușească să scoată victima din acest mediu nociv și să o convingă de statutul ei de victimă, de persoană abuzată. Este partea cea mai dificilă în identificarea și tratarea abuzului psihologic, deoarece pentru victimă este mai suportabilă realitatea alternativă, ca mijloc de autoapărare, decât să accepte că este abuzată și să înfrunte situația. În plus, victimele tind să dezvolte comportamente noi, care nu le sunt specifice, dar pe care și le însușesc prin frică și amenințări din partea partenerului.
Pentru ca terapia să funcționeze, este important ca victima să se perceapă din nou ca individ și să își recapete încrederea în sine. Abuzul psihologic este greu de identificat, întrucât nu există semne vizibile. Pentru a identifica corect victimele dintr-o relație abuzivă, se are în vedere comportamentul partenerului, prin factori precum:
- persoana pare mult prea prietenoasă ori nu este sinceră
- la primele întâlniri, are manifestări exagerate de atenție și grijă
- are un comportament reținut în ceea ce privește afecțiunea, dragostea, sexul, banii ori copiii
- vorbește jignitor la adresa partenerului, de față cu partenerul sau cu alte persoane
- are tendința de a critica excesiv partenerul
- își izolează partenerul prin întreruperea legăturilor familiale și sociale
- critică fostele sale relații și foștii săi parteneri
- nu colaborează bine cu alte persoane nici din punct de vedere personal, nici profesional
- deține controlul total în relație
- are un comportament obsesiv, de control și gelozie
- nu își asumă răspunderea, minte sau este infidel
- își intimidează partenerul în momentele de furie
- are concepții greșite sau jignitoare despre femei (misoginism)
- nu manifestă empatie față de partener